# Hansatsu

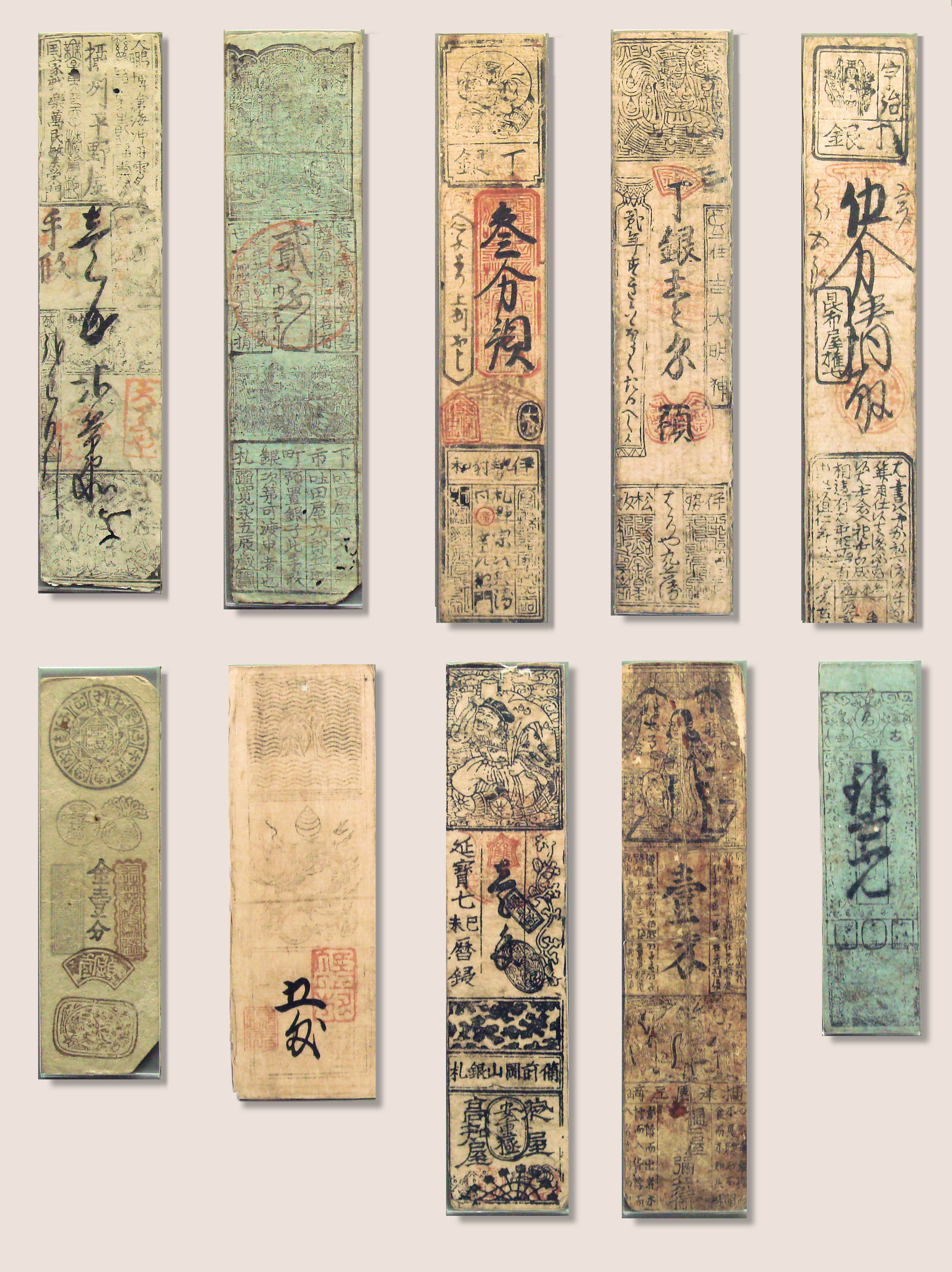
Notas feudales de Japón, período Edo,.

Durante el período Edo, los dominios feudales de Japón emitieron una moneda de necesidad llamada hansatsu (藩札) para su uso dentro del dominio. Este papel moneda complementó la acuñación del shogunato Tokugawa. La mayoría de las monedas de necesidad tenían un valor nominal en monedas de plata, pero también circulaban las monedas de necesidad de oro y cobre. Además, algunas monedas de necesidad se marcaron para el intercambio en especie por un producto básico como el arroz. Además de los emitidos por los dominios, los corredores de arroz también emitieron formas de papel moneda en Osaka y Edo. Originalmente utilizado solo como una representación de las cantidades de arroz (subdivisiones de koku) propiedad del poseedor de monedas de necesidad y mantenidas en el almacén de los comerciantes de Osaka o Edo, estas monedas de necesidad rápidamente se utilizaron como moneda.

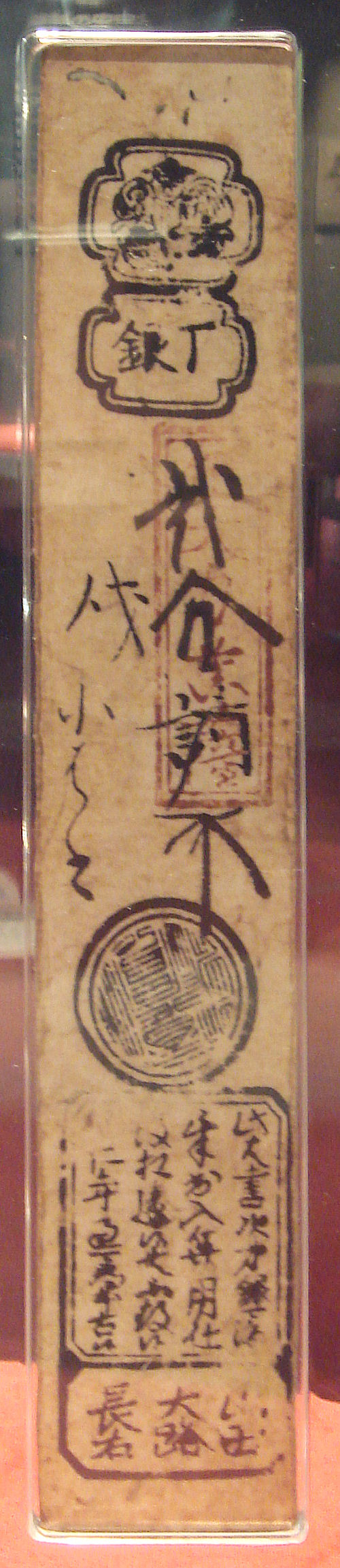
Un Yamada Hagaki, el primer billete de Japón, hacia 1600.

Los primeros billetes de Japón, llamados Yamada Hagaki (山田羽書), fueron emitidos alrededor del 1600 por sacerdotes sintoístas que también trabajaban como comerciantes en Ise-Yamada (moderna prefectura de Mie), a cambio de plata. Esto fue antes que las primeras notas de orfebre emitidas en Inglaterra alrededor de 1640.
En 1661 se produjo una emisión temprana de monedas de necesidad de dominio en el dominio de Fukui. Ya en 1610, se habían impreso notas privadas para fines tales como el pago de trabajadores en proyectos de construcción. Los dominios emitieron monedas de necesidad para complementar las monedas en tiempos de escasez y ajustar la cantidad en circulación. También intercambiaron monedas de necesidad por monedas para mejorar la situación financiera del dominio. Al final del período, ocho de cada diez dominios emitieron papel, al igual que algunos daikan-sho y hatamoto.
Aceptar monedas de necesidad siempre conllevaba el riesgo de pérdida. Durante el período Edo, el shogunato confiscó algunos dominios y transfirió otros; en tales ocasiones, el nuevo daimyō podría no honrar el viejo guion. Después de la condena y muerte del daimyō Asano Naganori, por ejemplo, Ōishi Yoshio, un anciano de la casa en el dominio de Akō (y más tarde el líder de los 47 rōnin), ordenó la redención de monedas de necesidad al 60% del valor nominal. Además, en tiempos de dificultades financieras, el dominio podría simplemente declarar vacío de scrip. Al principio del período, los dominios imprimieron su propia moneda de necesidad; Más tarde, operaron a través de comerciantes prominentes, cuya credibilidad era importante para la aceptación de la moneda.
El shogunato prohibió el uso de moneda de necesidad en 1707. Sin embargo, en 1730, Tokugawa Yoshimune autorizó dominios para emitir papel con límites de tiempo para la redención. Los dominios grandes (200.000 koku y superiores) podrían emitir divisas válidas por 25 años, y dominios pequeños por 15 años. Su hijo Ieshige prohibió la nueva emisión de moneda de necesidad, y restringió la circulación de moneda de necesidad que no sea intercambiable por plata, en 1759. A pesar de las prohibiciones, los dominios en problemas financieros severos ocasionalmente emitían papel moneda.
Cada dominio formuló sus propias reglas sobre su moneda de necesidad. Si bien hubo algunos que prohibieron las monedas del shogunato, muchos permitieron que circularan monedas y billetes. Como regla general, la moneda de necesidad circulaba solo dentro del dominio que lo emitió, pero hubo excepciones. Por ejemplo, el papel emitido por el dominio de Kishū en 1866 también se utilizó en las provincias de Yamato, Izumi, Kawachi, Settsu y Harima.
En 1871, el Gobierno de Meiji Japón ordenó la abolición del sistema de Han y ordenó el intercambio de todos la moneda de necesidad por moneda nacional. El intercambio continuó hasta 1879. Mientras tanto, algunas monedas de necesidad llevaron marcas del gobierno central que indicaban el valor en yenes y los sen y rin más pequeños.